# 阿氏穴跳鮰
阿氏穴跳鮰為輻鰭魚綱鮭鱸目洞穴魚科的其中一種，分布於北美洲美國田納西州、肯塔基州、密蘇里州及伊利諾州的淡水流域，體長可達9公分，棲息在洞穴的泉水處，夜行性，屬肉食性，以橈腳類、小型甲殼類、蠕蟲等為食。